# Rushmore
Rushmore (en España: Academia Rushmore; en Hispanoamérica: Tres son multitud) es una película estadounidense de 1998 dirigida por Wes Anderson. Este fue su segundo largometraje, en el cual ya se comenzaba a ver su estilo por las paletas de colores definidas y el uso de planos simétricos en la mayoría de sus tomas, estilo que ha repetido en el resto de su filmografía; de igual forma, los temas que se tratan en la película serían recurrentes en el sus siguientes películas, como lo son las relaciones de padres e hijos, los triángulos amorosos y el uso de algún espectáculo que sobresale durante la trama. En el 2016 fue considerada por la Biblioteca del Congreso de Estados Unidos por ser  «cultural, histórica y estéticamente significativa» y seleccionada para su preservación en el National Film Registry.

## Argumento
Max Fischer, un estudiante excéntrico de 15 años que recibe una beca, participa extensamente en actividades extracurriculares en la prestigiosa Academia Rushmore en Houston , pero tiene dificultades académicas. El origen de clase media de Max, que contrasta con las vidas ricas y privilegiadas de la mayoría de los estudiantes de Rushmore, alimenta su determinación de dar a conocer su nombre. El director Nelson Guggenheim lo coloca en "libertad condicional académica de muerte súbita", advirtiéndole que si reprueba una materia más, será expulsado. En una asamblea escolar, Max conoce a Herman Blume, un padre desilusionado e industrial local que desprecia a sus hijos gemelos Ronny y Donny, ambos estudiantes de Rushmore. Blume se hace amigo de Max y lo toma bajo su protección.
Al leer un intrigante mensaje escrito en un libro que leyó en la biblioteca, Max busca a la prestataria anterior del libro, Rosemary Cross, una maestra viuda de primer grado en Rushmore, y pronto se obsesiona con ella. En un intento de cortejarla, solicita con éxito que se mantenga el plan de estudios de latín en Rushmore, y más tarde le confiesa su amor; ella rechaza su afecto debido a la diferencia de edad. Rosemary y otros, incluido el amigo más joven de Max, Dirk Calloway, están impresionados por la tenacidad de Max, mientras que otros estudiantes, incluido el impetuoso y agresivo Magnus Buchan, resienten la capacidad de Max para manipular la autoridad, aparentemente por capricho, hasta el punto en que todo el cuerpo escolar se ve afectado. Luego, Max intenta cortejar a Rosemary construyendo un acuario en el campo de béisbol de la escuela, notando su interés en la vida marina debido a las peceras en su salón de clases y el libro de la biblioteca de Jacques Cousteau que ambos habían leído, pero Guggenheim lo detiene en la ceremonia inaugural y posteriormente lo expulsa de Rushmore por no haber buscado nunca la aprobación de la escuela para el proyecto.
Después, Max se inscribe en Grover Cleveland High School, una escuela pública local. Su compañera de clase Margaret Yang muestra interés en él, pero él la ignora. Con el tiempo, Max comienza a adaptarse y a participar en actividades extracurriculares nuevamente, con el apoyo de Rosemary y Blume. Blume lo alienta a que deje de perseguir a Rosemary, pero finalmente él también se siente atraído por ella y comienzan a verse a espaldas de Max.
Finalmente, Dirk descubre la relación entre Rosemary y Blume y se lo informa como venganza por un rumor que Max comenzó sobre su madre. Max se enfrenta a Blume, declarando que su amistad terminó, y pronto comienzan a pelearse. Max le informa a la esposa de Blume sobre la aventura de su esposo, lo que lo obliga a mudarse a un hotel. Luego pone abejas en la habitación de Blume, lo que lleva a atropellar la bicicleta de Max con su auto. Max finalmente es arrestado por cortar las líneas de freno del auto de Blume. Más tarde intenta vengarse de Rosemary tomando fotos dañinas de ella y Blume juntos, pero se entera de Guggenheim que ella ya había renunciado.
Max finalmente se da por vencido y se encuentra con Blume en la tumba de su madre, Eloise, quien murió de cáncer cuando Max tenía siete años. Le explica que la venganza ya no importa porque, incluso si gana, Rosemary seguiría amando a Blume. Max se vuelve solitario y comienza a faltar a la escuela para trabajar en la barbería de su padre, Bert. Un día, Dirk pasa por la tienda para disculparse y le trae un regalo de Navidad. Luego le revela a Max que Guggenheim sufrió un derrame cerebral y le sugiere que lo visite en el hospital, sabiendo que Blume también estará allí. Max y Blume, que ya no está en el poder, se conocen y son corteses. Blume le dice que Rosemary rompió con él porque todavía está enamorada de su difunto esposo Edward Appleby, un exalumno de Rushmore, cuya muerte el año anterior influyó directamente en su decisión de enseñar allí. Max finalmente regresa a la escuela y comienza a mejorar sus calificaciones.
En su último intento por conquistar a Rosemary, Max finge estar herido en un accidente de coche, pero ella descubre su artimaña y lo rechaza de nuevo. Entonces Max decide ayudar a Blume y Rosemary a reconciliarse, primero invitándola a otra ceremonia de inauguración del acuario, pero ella no aparece. Max luego los invita a ambos a asistir a su obra de teatro con temática de la guerra de Vietnam en Grover Cleveland. La actuación toca a Blume, él mismo un veterano de Vietnam, y él y Rosemary parecen reconciliarse más tarde. En la fiesta posterior a la obra, Max les revela a Blume y Rosemary que él y Margaret están saliendo. Max y Rosemary luego comparten un baile juntos.

## Reparto
- Jason Schwartzman ... Max Fischer
- Bill Murray ... Herman Blume
- Olivia Williams ... Rosemary Cross
- Seymour Cassel ... Bert Fischer
- Brian Cox ... Dr. Nelson Guggenheim
- Mason Gamble ... Dirk Calloway
- Sara Tanaka ... Margaret Yang
- Connie Nielsen ... Sra. Calloway
- Luke Wilson ... Dr. Peter Flynn
- Stephen McCole ... Magnus Buchan
- Kumar Pallana ... Sr. Littlejeans
- Andrew Wilson ... Entrenador Beck
- Marietta Marich ... Sra. Guggenheim
- Alexis Bledel ... Estudiante
- Owen Wilson ... Edward Appleby, esposo fallecido de Rosemary (fotografía, sin acreditar)

## Producción
Se sabe que con este largometraje Owen Wilson y Wes Anderson deseaban contar una historia con una estética parecida a las de los libros de Roald Dahl, con personajes entrañables, hasta cierto punto infantiles, pero siempre optimistas ante las adversidades que se les presentan. De la misma forma, Wilson y Anderson, han declarado, que el filme es de carácter semiautobiográfico, pues se basaron en sus propias experiencias al momento de desarrollar la historia, como el hecho de que el personaje principal tuviera un gran interés por el programa de teatro de su colegio, como lo tenía Anderson, o el hecho de que tuviera notas bajas, pero sobresaliera en actividades extra-curriculares como fue el caso de Wilson.
El guion de esta película, se comenzó a desarrollar, incluso antes del estreno de Bottle Rocket e inicialmente, sería llevado a cabo por la productora New Line Cinema, pero al no llegar a un acuerdo, el guion fue ofrecido a Touchstone Pictures, que finalmente, aceptó el proyecto.

## Comentarios
Wes Anderson (director de películas como Los Tenembaums, Life Aquatic o Viaje a Darjeeling) convierte un argumento dramático en una comedia mediante la frialdad y la falta de expresividad emocional de cada uno de los personajes. El largometraje termina transformándose en una rocambolesca y enrevesada cascada de acontecimientos que desembocan en un final que no es tradicionalmente considerado "feliz", aunque los personajes "se conforman".
El director nos muestra las dificultades de conseguir las metas propuestas y la frustración producida al no completarlas. Como trasfondo existe un mensaje optimista y esperanzador de aceptación.
Algunos de los escenarios de la película fueron la Escuela de St. John (Academia Rushmore) y Escuela Secundaria Lamar (Escuela Secundaria Grover Cleveland) en Houston.
La película consagró a su director como una figura ineludible del cine estadounidense y es considerada una de los grandes filmes del siglo XX[cita requerida].

## Banda sonora
1. "Hardest Geometry Problem in the World" – Mark Mothersbaugh
2. "Making Time" – The Creation
3. "Concrete and Clay" – Unit 4 + 2
4. "Nothin' in the World Can Stop Me Worryin' 'Bout That Girl" – The Kinks
5. "Sharp Little Guy" – Mark Mothersbaugh
6. "The Lad With the Silver Button" – Mark Mothersbaugh
7. "A Summer Song" – Chad & Jeremy
8. "Edward Appleby (In Memoriam)" – Mark Mothersbaugh
9. "Here Comes My Baby" – Cat Stevens
10. "A Quick One While He's Away" – The Who
11. "Snowflake Music" (from Bottle Rocket) – Mark Mothersbaugh
12. "Piranhas Are a Very Tricky Species" – Mark Mothersbaugh
13. "Blinuet" – Zoot Sims
14. "Friends Like You, Who Needs Friends" – Mark Mothersbaugh
15. "Rue St. Vincent" – Yves Montand
16. "Kite Flying Society" – Mark Mothersbaugh
17. "The Wind" – Cat Stevens
18. "Oh Yoko!" – John Lennon
19. ""Ooh La La"" – Faces
20. "Margaret Yang's Theme" – Mark Mothersbaugh.